# Jalševec Nartski
Jalševec Nartski – wieś w Chorwacji, w żupanii zagrzebskiej, w gminie Rugvica. W 2011 roku liczyła 524 mieszkańców.